# Cornelis Matelieff de Jonge
Cornelis Matelieff de Jonge (1570-1632) foi um almirante holandês que comandou uma armada de doze navios da Companhia Neerlandesa das Índias Orientais com destino à Insulíndia. Tinha instruções para conquistar Malaca aos portugueses, o que de facto tentou pondo-lhe um cerco que foi forçado a levantar com a aproximação da armada do vice-rei da Índia, D. Martim Afonso de Castro. Na batalha do Cabo Rachado, em 18 de Agosto de 1606, sofreu grandes baixas batendo em retirada, mas depois de recomposto atacou e provocou a destruição da maioria dos navios de alto-bordo portugueses que estavam surtos frente a Malaca.